# Asarum wagneri
Asarum wagneri är en piprankeväxtart som beskrevs av K.L. Lu & Michael R. Mesler. Asarum wagneri ingår i släktet hasselörter, och familjen piprankeväxter. Inga underarter finns listade i Catalogue of Life.